# NGC 7323
NGC 7323 је спирална галаксија у сазвежђу Пегаз која се налази на NGC листи објеката дубоког неба.
Деклинација објекта је + 19° 8' 40" а ректасцензија 22h 36m 53,5s. Привидна величина (магнитуда) објекта NGC 7323 износи 13,1 а фотографска магнитуда 13,9. NGC 7323 је још познат и под ознакама UGC 12108, MCG 3-57-25, CGCG 452-34, KAZ 228, KCPG 569A, IRAS 22344+1853, PGC 69311.